# Luxembourg Institute of Science and Technology
L'Institut de Ciència i Tecnologia de Luxemburg, oficialment i en anglès Luxembourg Institute of Science and Technology (abreujat com a LIST) és un institut de recerca públic creat l'1 de gener de 2015 per la fusió del Centre de Recerca Públic Henri-Tudor i el Centre d'Investigació Públic Gabriel-Lippmann, tots dos a Luxemburg. Aquesta organització de recerca i tecnologia és activa en els camps de la ciència materials, el medi ambient, les tecnologies de la informació i l'espai. Està sota la supervisió del Ministeri d'Educació Superior i Recerca de Luxemburg. El 2023, tenien 710 empleats de 60 nacionalitats.